# Pavel Ondrašík
Pavel Ondrašík (* 15. srpna 1977 Rakovník) je český malíř a filmový režisér.

## Studium
Výtvarné umění studoval na New Masters Academy a olejomalbu na Bright Light Fine Art u malíře Davida A. Leffela. Také studoval na ČVUT, obor biomedicínské inženýrství, ze kterého odešel k filmu.

## Dílo
Mezi lety 2006–2012 se coby vedoucí animace podílel na prvním celovečerním 3D animovaném snímku ve střední a východní Evropě Kozí příběh – pověsti staré Prahy i jeho pokračování Kozí příběh se sýrem. V letech 2010–2014 ilustroval knižní trilogii O prasátku Lojzíkovi. Je režisérem animovaného seriálu O prasátku Lojzíkovi, jenž vznikl v roce 2024 ve Filmovém uzlu Zlín a technologicky navazuje na animovaná díla Karla Zemana. Od roku 2019 je členem Asociace animovaného filmu a od roku 2022 Rady animovaného filmu. V současné době spolupracuje na celovečerním filmu The Last Whale Singer (režie Reza Memari). 
Ve volné tvorbě se věnuje olejomalbě a akvarelu. Stěžejním tématem je zobrazování domorodých obyvatel Ameriky.